# Dicranoloma steenisii
Dicranoloma steenisii là một loài rêu trong họ Dicranaceae. Loài này được Klazenga mô tả khoa học đầu tiên năm 1996.